# Prix Courteline
Le prix Courteline est un prix récompensant une œuvre humoristique, en hommage à Georges Courteline (1858-1929). Il a été fondé en 1930 par Roland Dorgelès. Initialement attribué tous les deux ans. Le prix a couronné des œuvres littéraires et des films. Marie-Jeanne Courteline, veuve du dramaturge, a participé à la remise des prix jusque dans les années 1960.
- 1930 : Marcel Andrys
- 1932 : Marcel Sauvage
- 1934 : Gabriel Chevallier
- 1936 : André Sevry
- 1938 : Marcel E. Grancher
- 1942 : Clément Richer
- 1944 : Jean Fougère
- 1946 : Marc Blancpain[2]
- 1948 : Maurice Toesca
- 1950 : Jean Dutourd[3],[4]
- 1952 : Pierre Daninos (Sonia, les autres et moi)[5]
- 1953 : Paul Guth[6]
- 1955 : Odette Joyeux[7]
- 1955 : Pierre Macaigne[8]
- 1957 :
  - Littérature : Roger Rabiniaux (Les Enragées de Cornebourg)
  - Cinéma : La Polka des menottes[9]
- 1958 : Nicole de Buron[10]
- 1959 : Marc-Gilbert Sauvajon[11]
- 1960 :
  - Littérature : Jacques Natanson (La Nuit de Matignon)[12]
  - Cinéma : Certains l'aiment froide[13]
- 1961 : Bourvil[14]
- 1962 : Marcel E. Grancher
- 1963 : André Couteaux
- 1964 : Bourvil et Fernandel (La Cuisine au beurre)
- 1965 :
  - Annie Cordy[15]
  - Annie Girardot (Déclic et des claques)[16],[17]
- 1966 : Pierre Mondy, Maria Machado, Claude Rich (Monsieur le président-directeur général)[18]
- 1967 : Louis de Funès (Les Grandes Vacances)[19],[20]
- 1970 ou 1971 : Louis de Funès (L'Homme orchestre et Le Gendarme en balade)[21],[20]
- 1972 : Marcel Mithois
- 1974 : Michel Audiard[22]
- 1978 : Guy Foissy
- 1983 : Éric Westphal[23],[24]
- 1992 : Jacques Pessis[25]
- 1999 : Laurent Ruquier (Il faut savoir changer de certitudes)[26]